# 58 Pułk Piechoty (II RP)

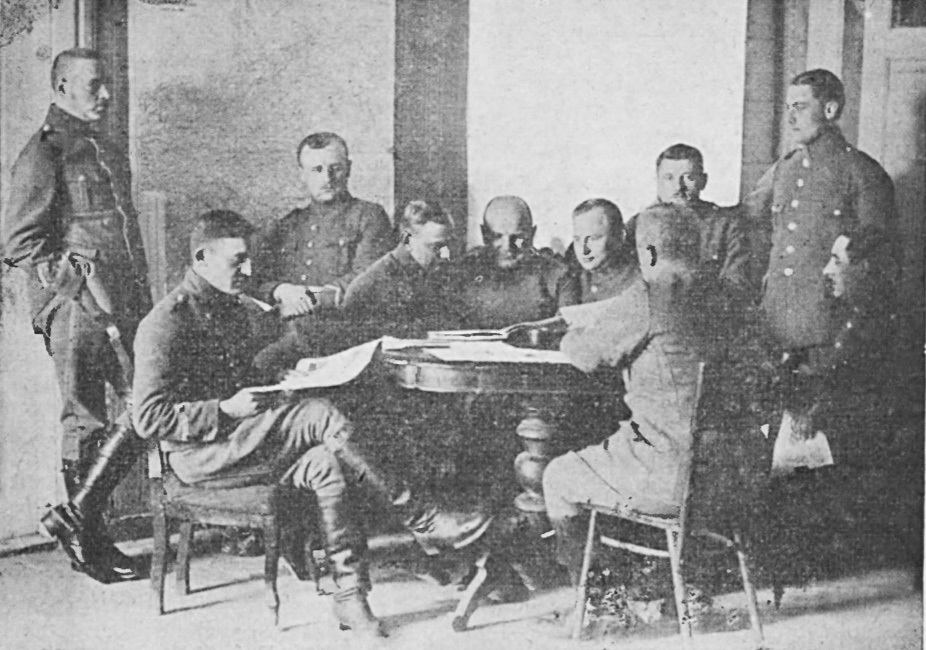
Sztab 58 pp nad Świsłoczą; 1920 r. Pierwszy z lewej por. Aleksander Kurowski

58 Pułk Piechoty Wielkopolskiej (58 pp) – oddział piechoty Armii Wielkopolskiej i Wojska Polskiego II RP.

## Formowanie i zmiany organizacyjne
Rozkazem Dowództwa Głównego z dnia 6 marca 1919 sformowany został na froncie północnym 4 pułk strzelców Wielkopolskich. Powstał z oddziałów walczących z okolic Gniezna, Wągrowca i Wrześni. W styczniu 1920 przemianowany na 58 pułk piechoty Wielkopolskiej.
W grudniu 1919 batalion zapasowy pułku stacjonował w Wolsztynie.
Od nazwy z okresu powstania wielkopolskiego – 4 pułk strzelców wielkopolskich oraz odznaki specjalnej noszonej na kołnierzu w postaci arabskiej „4” pułk i żołnierze pułku byli powszechnie zwani „czwartakami”. Nieoficjalnym patronem pułku był Bolesław Chrobry. Stąd często posługiwano się nazwą 58 pułk Piechoty Wielkopolskiej Króla Bolesława Chrobrego.

## Pułk w walkach o granice
28 sierpnia Grupa Wielkopolska gen. Daniela Konarzewskiego rozpoczęła natarcie na Bobrujsk. Jako pierwszy maszerował 4 pułk strzelców wielkopolskich mjr. Oskara Brezanego, wspierany przez 2 kompanię czołgów Renault FT kpt. Dufoura. Dowódca pułku przyjął ugrupowanie w trzy kolumny, a oddziały maszerowały w pasie między linią kolejową Osipowicze–Bobrujsk a szosą Słuck–Bobrujsk.
Pierwsza kolumna pod osobistym dowództwem mjr. Brezanego w składzie I batalion, 2 i 3 bateria 1 pułku artylerii polowej Wielkopolskiej i pluton saperów, łamiąc słaby opór nieprzyjaciela pod Gorbacewiczami, Pobokowiczami i Bałczynem, dotarła do skrzyżowania szosy z torem kolejowym. Tutaj została zatrzymana ogniem pociągu pancernego. Po wymianie ognia z polską baterią, pociąg wycofał się i jeszcze przed południem kolumna, nie napotykając przeciwnika, zajęła twierdzę i miasto. W tym czasie druga kolumna pod dowództwem ppor. Nowaka w składzie 5 i 7 kompania, kompania czołgów, 1 bateria 1 pap Wlkp. uderzyła na pozycje sowieckie nad Wołczanką. Pojawienie się czołgów było dużym zaskoczeniem dla czerwonoarmistów, którzy nie podjęli walki i wycofali się. Po krótkiej walce pod Siemkowem, a potem z pociągiem pancernym, kolumna zdobyła dworzec w Bobrujsku i około 15:00 wkroczyła do miasta zajętego już przez I batalion. Trzecia kolumna pod dowództwem ppor. Wiktora Skotarczaka, w składzie 6 i 8 kompania oraz 4 kompania ckm i oddział miotaczy min, przełamując sowiecką obronę pod Bybkowszczyzną, po południu wkroczyła do miasta.
Ostatecznie I batalion stanął w koszarach w twierdzy, II w centrum miasta, III na południe od dworca kolejowego, a czołgi w pobliżu stacji kolejowej. Do godziny 20:00 3 i 4 kompania ubezpieczały Bobrujsk patrolując brzeg rzeki.
13 września 1920 58 pułk piechoty mjr. Pawła Chrobaka zajmował pozycje obronne na lewym skrzydle 14 Wielkopolskiej Dywizji Piechoty w rejonie Poddubna. Następnego dnia dowódca dywizji gen. Daniel Konarzewski postawił zadanie, by 58 pp osiągnął linię bagien Koziegobrodu i tym samym wyszedł na tyły walczącej pod Tewlami sowieckiej 170 Brygady Strzelców.
Przed południem pułk wyruszył z Poddubna w stronę Żabina. W tym samym czasie z Prużany na Żabin maszerowała kolumna sowieckiej 165 Brygady Strzelców. Na wschód od Żabina doszło do boju spotkaniowego.
Walkę awangard rozstrzygnęło brawurowe natarcie Il batalionu por. Darnowskiego. Czoło sowieckiej brygady zostało odrzucone, a podjęta przez nią próba kontrataku załamała się w ogniu batalionu.
Kolejne kontrataki wykonywane metodą linii tyralier zagroziły oskrzydleniem pułku. Major Chrobok wysłał na pierwszą linię wszystkie swoje odwody. W czterogodzinnym boju obie strony poniosły znaczne straty.
Fakt stacjonowania 170 Brygady Strzelców w pobliskich Szawlach spowodował, że dowódca polskiego pułku zdecydował się atakować i jak najszybciej zakończyć bój. Początkowo ataki polskiej piechoty załamywały się na twardej obronie przeważającego liczebnie przeciwnika. 
Dopiero zdecydowane uderzenie 3 kompanii w lewe skrzydło nieprzyjacielskiej brygady przeważyło szalę zwycięstwa. Sowieci zaczęli wycofywać się na północ.
Wykorzystując sukces 3 kompanii, mjr Chrobok obsadził wojskiem szosę prużańską, która stanowiła jedyną drogę odwrotu przeciwnika. 
Okoliczne bagna uniemożliwiły oddziałom 165 BS wykonywanie jakichkolwiek manewrów. Uderzyła ona zatem czołowo na blokujące drogę pododdziały polskie i przełamała  blokadę.
Tutaj jednak, stłoczona na grobli, poniosła olbrzymie straty od ognia polskiej broni maszynowej. Resztki czerwonoarmistów skapitulowały.
W październiku 1920 wziął udział w walkach o Kojdanów, przy czym uzyskał wsparcie 61 pułku piechoty.
Do 21 listopada 1920 roku pułk obsadzał linię demarkacyjną na odcinku Borowce–Ostrów–Nowinki–Kuciec, a następnie przeszedł do rejonu Dereczyna. 21 grudnia odjechał do swego stałego garnizonu w Poznaniu.

### Kawalerowie Orderu Wojennego Virtuti Militari
| Żołnierze pułku odznaczeni za wojnę 1918-1920 Krzyżem Srebrnym Orderu Wojskowego Virtuti Militari | Żołnierze pułku odznaczeni za wojnę 1918-1920 Krzyżem Srebrnym Orderu Wojskowego Virtuti Militari | Żołnierze pułku odznaczeni za wojnę 1918-1920 Krzyżem Srebrnym Orderu Wojskowego Virtuti Militari |
| ------------------------------------------------------------------------------------------------- | ------------------------------------------------------------------------------------------------- | ------------------------------------------------------------------------------------------------- |
| plut. Michał Adamski                                                                              | sierż. Antoni Balbiński                                                                           | por. Maksymilian Bartsch*                                                                         |
| ppor. Adam Biedrzyński*                                                                           | ppor. Teofil Bojanowski*                                                                          | ppor. Michał Cieślewicz                                                                           |
| kpr. Stanisław Czyż                                                                               | por. Jan Darnowski (2317)                                                                         | kpr. Michał Gawałkiewicz                                                                          |
| st. szer. Władysław Górniak                                                                       | ppor. Aleksy Hamling                                                                              | sierż. Józef Hansz                                                                                |
| plut. Bolesław Januchowski                                                                        | ppor. Kazimierz Kapella                                                                           | ppor. Paweł Kolańczyk                                                                             |
| sierż. Maksymilian Kozłowski                                                                      | ppor. Leonard Krukowski*                                                                          | por. Aleksander Kurowski*                                                                         |
| sierż. Czesław Lewandowski                                                                        | ppor. Mieczysław Łażewski*                                                                        | plut. Wacław Machnicki                                                                            |
| ppor. Wincenty Mendoszewski*                                                                      | ppor. Tadeusz Mindak                                                                              | sierż. Hieronim Modrak                                                                            |
| ppor. Karol Nalaskowski                                                                           | sierż. Leon Napiecek (4742)                                                                       | ppor. Alojzy Nowak                                                                                |
| plut. Bolesław Panin                                                                              | sierż. Franciszek Perl                                                                            | st. szer. Wincenty Piskulski                                                                      |
| plut. Leon Prus                                                                                   | st. sierż. Antoni Przybylski                                                                      | ppor. Michał Przybysz*                                                                            |
| plut. Stanisław Rugowski                                                                          | ppor. Bronisław Sempiński*                                                                        | ppor. Antoni Skotarczak* (1081)                                                                   |
| st. sierż. Maksymilian Skibiński                                                                  | ppor. Wiktor Skotarczak*                                                                          | sierż. Jakub Sławiński                                                                            |
| por. Stanisław Szaliński                                                                          | ppor. Stefan Tomaszewski                                                                          | kpr. Szczepan Walkowiak                                                                           |
| plut. Mikołaj Waloszewski                                                                         | kpr. Wojciech Wypijewski                                                                          | ppor. dr Henryk Zborowski*                                                                        |
| ppor. Stefan Trzebiatowski-Żmuda                                                                  |                                                                                                   |                                                                                                   |

## Pułk w okresie pokoju
W czasie zamachu Piłsudskiego w 1926 pułk został wysłany na odsiecz wojskom rządowym. W czasie działań w Warszawie, jednostki pułku pod dowództwem ppłk dypl. Lucjana Ruszczewskiego, weszły w skład tzw. Grupy płk. Mariana Kukiela. W trakcie walk zginęło 13 podoficerów i szeregowych pułku w tym: st. sierż Józef Węglewski, sierż. Jan Suchocki oraz plut. Zygmunt Kufel.
Na podstawie rozkazu wykonawczego Ministerstwa Spraw Wojskowych do Departamentu Piechoty o wprowadzeniu organizacji piechoty na stopie pokojowej PS 10-50 z 1930 roku, w Wojsku Polskim wprowadzono trzy typy pułków piechoty. 58 pułk piechoty zaliczony został do typu II pułków piechoty (tzw. wzmocnionych). W każdym roku otrzymywał około 845 rekrutów. Stan osobowy pułku wynosił 68 oficerów oraz 1900 podoficerów i szeregowców. Na czas wojny przewidywany był do pierwszego rzutu mobilizacyjnego. W okresie zimowym posiadał dwa bataliony starszego rocznika i batalion szkolny, w okresie letnim zaś trzy bataliony strzeleckie. Jego stany były wyższe od pułku „normalnego” (typ I) o ok. 400-700 żołnierzy.
|  |  |  |

| Obsada personalna i struktura organizacyjna w marcu 1939 | Obsada personalna i struktura organizacyjna w marcu 1939 |
| Stanowisko                                               | Stopień, imię i nazwisko                                 |
| Dowództwo pułku                                          | Dowództwo pułku                                          |
| -------------------------------------------------------- | -------------------------------------------------------- |
| dowódca pułku                                            | ppłk Stanisław Tomiak                                    |
| I zastępca dowódcy                                       | ppłk Józef Kokoszka                                      |
| adiutant                                                 | kpt. Norbert Bartoszewicz                                |
| starszy lekarz                                           | mjr dr Zygmunt Marian Łepkowski                          |
| młodszy lekarz                                           | ppor. lek. Zygmunt Łukasz Chojecki                       |
| II zastępca dowódcy (kwatermistrz)                       | mjr Marian Kwiatkowski                                   |
| oficer mobilizacyjny                                     | kpt. Wilhelm Konieczkowski                               |
| zastępca oficera mobilizacyjnego                         | por Henryk Witold Zawadzki                               |
| oficer administracyjno-materiałowy                       | kpt. adm. (piech.) Wawrzyniec Mazany                     |
| oficer gospodarczy                                       | kpt. int. Antoni II Górny                                |
| oficer żywnościowy                                       | por. Paweł Jasiński                                      |
| oficer taborowy                                          | por. Stanisław Maksymilian Cybulski                      |
| kapelmistrz                                              | kpt. adm. Władysław Sadowski                             |
| dowódca plutonu łączności                                | por. Stefan Fiedorow                                     |
| dowódca plutonu pionierów                                | por. Witold Stanisław Siciński                           |
| dowódca plutonu artylerii piechoty                       | por. art. Fdward Surowiec-Surowińskl                     |
| dowódca plutonu ppanc.                                   | por. Walerian Żelaźniewicz                               |
| dowódca oddziału zwiadu                                  | por. Stanisław Jakiel                                    |
| I batalion                                               |                                                          |
| dowódca batalionu                                        | mjr Albin Marian Michalewski                             |
| dowódca 1 kompanii                                       | kpt. Jan Sułkowski                                       |
| dowódca plutonu                                          | ppor. Mieczysław Piędel                                  |
| dowódca 2 kompanii                                       | kpt. Ksawery Aleksander Masiak                           |
| dowódca 3 kompanii                                       | kpt. Mieczysław Kącki                                    |
| dowódca plutonu                                          | por. Stanisław Sobiś                                     |
| dowódca plutonu                                          | por. Stanisław Żurawek                                   |
| dowódca plutonu                                          | ppor. Antoni Piotr Lubowiecki                            |
| dowódca 1 kompanii km                                    | kpt. Józef Chyliński                                     |
| dowódca plutonu                                          | por. Andrzej Bielicki                                    |
| dowódca plutonu                                          | por. Antoni Jakub Opala                                  |
| dowódca plutonu                                          | ppor. Władysław Chmiel                                   |
| II batalion                                              |                                                          |
| dowódca batalionu                                        | mjr Jan II Chrzanowski                                   |
| dowódca 4 kompanii                                       | kpt. Zdzisław Tadeusz Stęślicki                          |
| dowódca plutonu                                          | por. Jan Dynowski                                        |
| dowódca plutonu                                          | ppor. Marian Frąckowiak                                  |
| dowódca plutonu                                          | ppor. Adam Tadeusz Kleszcz                               |
| dowódca 5 kompanii                                       | vacat                                                    |
| dowódca plutonu                                          | chor. Leon Napiecek                                      |
| dowódca 6 kompanii                                       | kpt. Jan II Sochacki                                     |
| dowódca plutonu                                          | chor. Stanisław Przymowski                               |
| dowódca 2 kompanii km                                    | kpt. Wilhelm Kazimierz Weber                             |
| dowódca plutonu                                          | por. Zenon Henryk Kubski                                 |
| III batalion                                             |                                                          |
| dowódca batalionu                                        | mjr dypl. Ernest Buchta                                  |
| dowódca 7 kompanii                                       | kpt. Stanisław Lucjan Abramczyk                          |
| dowódca plutonu                                          | por. Jan Andrzej Gracz                                   |
| dowódca plutonu                                          | ppor. Jan Frączak                                        |
| dowódca plutonu                                          | ppor. Bernard Hupka                                      |
| dowódca 8 kompanii                                       | kpt. Stanisław Maciej Lewiński                           |
| dowódca plutonu                                          | ppor. Maksymilian Dziedzic                               |
| dowódca plutonu                                          | ppor. Tadeusz Stanisław Rypiński                         |
| dowódca plutonu                                          | ppor. Józef Bernardyn Suwalski                           |
| dowódca 9 kompanii                                       | por. Ludwik Gawrych                                      |
| dowódca plutonu                                          | chor. Stanisław Przybylski                               |
| dowódca 3 kompanii km                                    | kpt. Stanisław Jaroszewicz                               |
| dowódca plutonu                                          | por Paweł August Leński                                  |
| dowódca plutonu                                          | ppor. Henryk Marian Stańczuk                             |
| dowódca plutonu                                          | chor. Leon Prauss                                        |
| Inne                                                     |                                                          |
| dowódca 10 kompanii wartowniczej                         | kpt. Stanisław II Mielcarski                             |
| dowódca plutonu                                          | ppor. Józef Grzesiak                                     |
| dowódca plutonu                                          | chor. Antoni Bendziecha                                  |
| na kursie                                                | kpt. Stanisław Serafin                                   |
| obwodowy komendant PW nr 58                              | kpt. adm. (piech.) Ignacy Sęk                            |
| miejski komendant PW Poznań I                            | kpt. piech. Edward Bankiewicz                            |

## 58 pp w kampanii wrześniowej

### Mobilizacja
W związku z narastaniem zagrożenia politycznego 23 marca 1939 nastąpiła częściowa mobilizacja alarmowa dla oddziałów Okręgu Korpusu nr IX i częściowo dla OK nr IV. Na terenie OK nr VII również zwiększono gotowość bojową poprzez powołanie części rezerwistów na dodatkowe ćwiczenia zwiększając stany osobowe jednostek piechoty w rejonach pogranicznych. Rozkazem dowódcy OK VII gen. bryg. Edmunda Knoll-Kownackiego w każdym pułku piechoty sformowano oddział ćwiczebny w sile batalionu piechoty na etatach wojennych z plutonami kolarzy, pionierów, przeciwpancernym, przeciwgazowym i połową plutonu artylerii piechoty. 58 pułk piechoty w Poznaniu sformował na pełnych etatach I batalion dopiero 23 maja 1939. Od początku czerwca batalion prowadził prace fortyfikacyjne na zachodnich przedmieściach Poznania. 24 sierpnia o godz. 6.00 58 pułk piechoty rozpoczął mobilizację alarmową w Poznaniu. 58 pułk piechoty był jednostką mobilizującą. Zgodnie z planem mobilizacyjnym „W” sformował:
w mobilizacji alarmowej, w grupie jednostek oznaczonych kolorem brązowym20
- kompanię karabinów maszynowych przeciwlotniczych typ B nr 72, w czasie G20+30,

w mobilizacji alarmowej, w grupie jednostek oznaczonych kolorem żółtym
- baon strzelców nr 6, w czasie A+24,

w mobilizacji alarmowej, w grupie jednostek oznaczonych kolorem niebieskim
- 58 pułk piechoty, w czasie od A+24 do A+48,
- samodzielną kompanię karabinów maszynowych i broni towarzyszącej nr 71, w czasie A+52,
- kolumnę taborową parokonną nr 703, w czasie A+52,
- batalion marszowy 58 pp, w czasie A+60,
- uzupełnienie marszowe samodzielnej kompanii karabinów maszynowych i broni towarzyszącej nr 71, w czasie A+60,

w II rzucie mobilizacji powszechnej w czasie X+6,
- Ośrodek Zapasowy 14 Dywizji Piechoty w Kutnie i Łęczycy[26].

Stawiennictwo rezerwistów było wzorowe, większość z nich 80%-90% pochodziła z Poznania i powiatu poznańskiego. Ponadnormatywne stawiennictwo rezerwistów wymusiło natychmiastową organizację Oddziału Zbierania Nadwyżek 58 pp, który był organizowany w Gimnazjum im. K. Marcinkowskiego przy ul. Bukowskiej. W koszarach pułku mobilizowano dowództwo pułku, kompanie i plutony specjalistyczne pułku. Na terenie Jeżyc w Gimnazjum im. Czajkowskiego przy ul. Mylnej mobilizowano I batalion. III batalion w szkole powszechnej. Konie dla pułku mobilizowano na terenie Cyrku „Olimpia” przy ul. Poznańskiej. 24 sierpnia inspekcjonował pułk dowódca macierzystej 14 Dywizji Piechoty gen. bryg. Franciszek Wład. 27 sierpnia pułk osiągnął gotowość marszową. 27 sierpnia o godz. 14.00 w rejon Kutna odjechał transportem kolejowym OZN 58 pp. Do ochrony koszar i rejonów kwaterowania pułku została sformowana 10 kompania wartownicza. 28 sierpnia 58 pp złożył przysięgę wojskową. 27 i 28 sierpnia zgrywano pododdziały pułku, prowadzono marsze i zajęcia szkoleniowe. 29 sierpnia bataliony pułku rozpoczęły zajmowanie stanowisk osłonowych wokół Poznania. 6 batalion strzelców odszedł w rejon Miłosławia do dyspozycji dowódcy Armii „Poznań” gen. dyw. Tadeusza Kutrzeby.

### Działania bojowe 58 pp

#### Działania i walki w obronie Wielkopolski
1 września o świcie 58 pp rozwinięty był na pozycji osłonowej wokół Poznania. III batalion na północnym odcinku osłony Poznania, na Winiarach i Golęcinie oraz w rejonie fortu nr VIa. II batalion stanowił odwód dowódcy 14 DP rozlokowany w rejonie szosy warszawskiej i stacji kolejowej Poznań-Wschód, I batalion wzdłuż Warty na odcinku Owińska-Bolechowo. Kompania zwiadu dozorowała odcinek Warty od Głównej do mostu w Biedrusku, kompania przeciwpancerna stała w Bolechowie, a dowództwo pułku stacjonowało w Owińskach. W trakcie popołudniowego bombardowania Poznania, zbombardowany był III batalion, w jego wyniku zginął pierwszy żołnierz 58 pp plut. pchor. Emanuel Skibiński z 3 kompanii ckm. 1 września po południu 58 pp bez III batalionu przeszedł na odcinek Murowana Goślina na północny zachód od Poznania, który objął w godzinach wieczornych. Nocą 2/3 września po zluzowaniu 14 DP przez Podolską Brygadą Kawalerii, 58 pp bez III/58 pp wraz z III dywizjonem 14 pułku artylerii lekkiej przeszedł poprzez Rakwonicę, Kramsko, Tuczno, Jerzykowo, Pobiedziska do lasów na południowy wschód od Pobiedzisk. Dowództwo pułku z kompanią zwiadu stanęły w Jerzykowie. III batalion samodzielnie wykonał marsz w rejon Biskupic. 3 września pułk odpoczywał w nowym miejscu postoju. O godz. 6.00 w ślad za pułkiem podjęła marsz z koszar w Poznaniu 10 kompania wartownicza do rejonu Kobylegopola. Około godz. 15.00 rejon stacjonowania pułku był obiektem bombardowania lotnictwa niemieckiego. Zgodnie z rozkazem dowództwa armii 14 DP podjęła marsz do rejonu Czerniejewo, Września. O zmierzchu 58 pp wraz z III/14 pal wyruszył w marsz poprzez Pobiedziska, Czerniejewo. 4 września o godz. 6.00 pułk zajął las majątku Czerniejewo jako miejsce postoju. Podjęto następny nocny marsz na główną linię obrony armii, w rejon Skulska. Marsz kontynuowano poprzez Czeluścin, Mileżyn, Witkowo, 58 pp dotarł na postój w lasach w rejonie Skorzęcin-Skurbaczewo.
6 września o godz. 7.00 58 pp stanął w: Skulsku - dowództwo pułku, pododdziały specjalne i III batalion, w Skulskiej Wsi - II batalion i Lenartowie - I batalion. Ze względu na wycofanie się z linii Warty sąsiedniej Armii „Łódź” na rozkaz Naczelnego Wodza Armia „Poznań” otrzymała rozkaz odwrotu w rejon Łęczycy. 14 DP otrzymała rozkaz marszu początkowo w rejon Kłodawy, a po zmianie celu marszu do Brdowa. 6/7 września kolejnym nocnym marszem przez Ślesin, Sompolno, 58 pp z III/14 pal dotarł w rejon Zakrzewo, Brzezie na północny zachód od miejscowości Babiak. Dowódca armii z uwagi na sytuację operacyjną w jakiej znalazła się Armia „Poznań” zdecydował się stoczyć bitwę zaczepną, po otrzymaniu akceptacji Naczelnego Wodza marszałka Edwarda Rydza-Śmigłego. Przystąpił do koncentracji sił głównych armii. W tym celu wydał dla 14 DP rozkaz marszu w okolice Krośniewic. Po zmroku 58 pp rozpoczął marsz w kierunku Krośniewic. O godz. 9.00 8 września 58 pp wraz z III/14 pal osiągnął rejon położony na północ od Krośniewic, zatrzymując się na postój. I/58 pp w miejscowości Ostrowy, II/58 pp i III/14 pal w lesie Ostrowy, III/58 pp w Lipinach, a dowództwo pułku w leśniczówce Ostrów. 14 DP weszła w skład Grupy Operacyjnej gen. bryg. Edmunda Knolla-Kownackiego. 58 pp w ramach zajęcia podstaw wyjściowych do natarcia w kierunku na Stryków, nocnym marszem 8/9 września przemieścił się na północny brzeg Bzury na południowy wschód od Kutna.

#### Udział pułku w bitwie nad Bzurą

##### Udział w natarciu na Stryków
O świcie 9 września 58 pp osiągnął stanowiska wyjściowe i stanął w: I batalion Stodółki, II batalion wraz z III dywizjonem 14 pal Sklęczki, III batalion Bielawki. W ciągu dnia do pułku dołączyła 10 kompania wartownicza, która wykonała marsz poprzez Kobylepole, Czerlejno, Gozdowo, Słupcę, Ślesin. W ciągu dnia 58 pp otrzymał zadanie podczas natarcia poruszania się w II rzucie dywizji za 57 pułkiem piechoty, który miał prowadzić natarcie na Piątek z zadaniem wsparcia go w walce lub przedłużenia lewego skrzydła 14 DP. Po południu 58 pp przeszedł w rejon Młogoszyna. Po zdobyciu Piątku przez 57 pp, 10 września po południu 58 pułk otrzymał rozkaz dowódcy 14 DP wykonania marszu przez Piątek zluzowania 57 pp. Wieczorem 58 pp przyjął ugrupowanie bojowe zajmując punkty terenowe: I batalion na zachód od folwarku Sułkowice, II batalion w folwarku Jasionna, III batalion w północnej części Witowa. Po południu 11 września pułk otrzymał rozkaz podjęcia pościgu za oddziałami niemieckimi poprzez Mąkolice, Wola Mąkowska, las Pludwiny. Pościg opóźnił się, gdyż rozpoznano obsadę niemiecką w lesie Witów. Celem otwarcia drogi do pościgu, rozkazem dowódcy pułku ppłk Stanisław Tomiak rozkazał wykonanie czołowego natarcia na las Witów dla III/58 pp. Wycofujący się przed natarciem III batalionu oddział niemiecki, został rozbity przez pododdziały I i II batalionów znajdujące się przy południowo wschodnich wyjściach z lasu. Maszerujące oddziały 58 pp w późnych godzinach popołudniowych 11 września na skraju lasu Pludwiny zostały ostrzelane przez broniące go oddziały niemieckie. Idąca w straży przedniej 5 kompania strzelecka stoczyła zaciętą walkę w wyniku której poległo jej wielu żołnierzy, w tym jej dowódca kpt. Jan Sochacki, kompania została zmuszona do odwrotu. II/58 pp zajął obronę na wschód od Pludwin. Nadchodzący 58 pp rozwinął do natarcia II/58 pp z zadaniem opanowania wzgórza 124, wsi Karnków, Popówek oraz północnego skraju lasu Pludwiny. Na prawo od II batalionu rozwinął się I/58 pp z zadaniem zdobycia wsi Pludwiny i zachodniego skraju lasu Pludwiny. III/58 pp pozostał w odwodzie pułku. Atakujące czołowe kompanie I batalionu siłami 1 kompanii strzeleckiej zajęły środkową część Pludwin, 2 kompania strzelecka zdobyła wzg.126 położone na zachód od Pludwin. Przeprowadzony przez stronę niemiecką silny kontratak z lasu Pludwiny zepchnął I/58 pp do północno zachodniej części Pludwin. Nocny wypad plutonu 1 kompanii strzeleckiej na las Pludwiny nie powiódł się i doprowadził do dostania się do niewoli rannego ppor. Wojciecha Futro.
12 września rano na stanowiska II/58 pp oddział niemieckiej piechoty wykonał natarcie, które doprowadziło do zepchnięcia 4 kompanii strzeleckiej ze stanowisk obronnych. Kontratak 6 kompanii strzeleckiej i kompanii zwiadowców 58 pp doprowadził do odzyskania utraconych pozycji 4 kompanii. Wraz z kontratakiem przeprowadzonym na korzyść II/58 pp, natarcie na zachodnią część lasu Pludwiny wykonał I/58 pp, czołowa 3 kompania strzelecka uchwyciła skraj lasu Pludwiny, jednak silny ostrzał niemieckiej artylerii i broni maszynowej zmusił do wycofania się I/58 pp na stanowiska wyjściowe. Lasu Pludwiny i okolicznych wsi broniły oddziały 41 pp niemieckiej 10 Dywizji Piechoty i 31 pp niemieckiej 24 Dywizji Piechoty. Wobec zaistniałej sytuacji dowódca pułku wprowadził do działań III/58 pp, który z pozycji II/58 pp na południowo wschodnią część wsi Pludwiny i las Pludwiny. Natarcie 7 kompanii strzeleckiej na północno zachodnią część lasu zaległo pod silnym ostrzałem niemieckim, pozostała część III batalionu prowadziła ciężkie walki o południowo zachodnią część wsi Pludwiny, która pięciokrotnie przechodziła z rąk do rąk. 12 września wieczorem nastąpiła zmiana koncepcji natarcia Armii „Poznań”. W związku z tym gen. bryg. Edmund Knoll-Kownacki wydal rozkaz oderwania się od sil niemieckich i wycofania się na północny brzeg Bzury. Jako pierwsze po północy 12/13 września oderwały się od wroga I i II bataliony, jako ostatni III batalion, pułk prowadził odwrót poprzez Wolę Mąkowską, Mąkolice, Piątek do Młogoszyna. Odwrót osłaniały kompania zwiadowców 58 pp i wzmocniony pluton 9 kompanii strzeleckiej.

##### Walki na linii rzeki Bzury i bój w rejonie Sochaczewa
Po przeprawieniu się na północny brzeg Bzury 58 pp skoncentrował się w rejonie Stefanów, Micin, Szewce, Łękierzyn. Po odpoczynku 13 września, wieczorem zgodnie z rozkazem podjął marsz nad Bzurę celem obsadzenia odcinka od Woli Kałkowej do Urzecza. Rano 14 września wraz z III/14 pal zajął pozycje obronne nad Bzurą. Ugrupował się następująco: I batalion w Woli Kałkowej, II batalion w rejonie Soboty, III batalion w odwodzie w rejonie Zakrzewa. Zgodnie z rozkazem dowódcy GO 14 DP odeszła w rejon Sochaczewa, 58 pp wraz z III/14 pal został podporządkowany dowódcy Oddziału Wydzielonego „Sobota” podległego bezpośrednio dowódcy GO gen. bryg. Edmundowi Knollowi-Kownackiemu. 15 września 58 pp dozorował linię Bzury III batalion obsadził przeprawę w Sobocie i dozorował odcinek Wierzchowice-folwark Zakrzew, II batalion zajmował odcinek folwark Zakrzew-folwark Gosławice, kompania zwiadowców 58 pp prowadziła rozpoznanie na kierunkach Sobota-Bielawy i Sobocka Wieś-Chruślin Kościelny. Pododdziały pułkowe i I batalion przygotowywały II linię obrony na odcinku Kościuszki-Zawady. Rozkazem dowódcy GO, OW „Sobota” został rozwiązany, 58 pp bez III batalionu wraz z III dywizjonem 14 pal bez 9 baterii haubic podjął wieczorem marsz do Karnkowa. III/58 pp wraz z 9/14 pal pozostał w dalszym ciągu na linii Bzury i został podporządkowany dowódcy Oddziału Wydzielonego płk. Konkiewiczowi. III/58 pp zajmował stanowiska na odcinku Sobota-Przezwiska-Wola Kałkowa. 16 września o godz. 7.00 wobec nacisku oddziałów niemieckich III/58 pp wraz z 9/14 pal zmuszony był opuścić linię Bzury i rozpocząć powolny odwrót na północny zachód. Zajął przejściowo stanowiska na linii Zakrzew-kolonia Kościuszki, po zmroku podjął dalszy marsz docierając przed północą w rejon Złakowa Borowego.
16 września o godz. 9.00 58 pp bez III/58 pp przybył do rejonu Karnków-Wicie. Około godz. 13.00 niemieckie czołgi z 1 pułku pancernego 1 Dywizji Pancernej, które wcześniej rozbiły III/57 pp, II/14 pal i 14 dywizjon artylerii ciężkiej dotarły w rejon Karnkowa. Uprzedzony o wdarciu się w szyki 14 DP, 58 pp wraz z III/14 pal bez 9/14 pal zorganizował obronę przeciwpancerną. II/58 pp zajął pozycje obronne na wschód od Błędowa. I/58 pp obsadził odcinek od Karkowa po Różyce. 58 pp wraz z III/14 pal odparł niemieckie natarcie unieruchamiając 27 niemieckich czołgów i innych pojazdów pancernych. Do czołgów ogniem na wprost strzelały haubice 7 i 8 baterii, armaty 6 baterii 14 pal i działo z 14 dac, dodatkowo armaty i karabiny przeciwpancerne 58 pp. O godz. 15.00 gen. bryg. Franciszek Wład wysłał 58 pp do natarcia naprzeciw spodziewanej niemieckiej piechoty, która miała postępować za czołgami, w kierunku na Kocierzew Południowy, Litynek i Wicie. Wszystkie przedmioty natarcia zajął 58 pp bez walki, gdyż niemiecką piechotę z lasu Emilianów zatrzymał 57 pp. 58 pp stanął na postoju w okolicach Kocierzewia. 17 września zgodnie z rozkazem dowódcy 14 DP, 58 pp bez III/58 pp o godz. 3.00 podjął marsz w kierunku Budy Stare, poprzez Błędów, Iłów, Budy Stare, gdzie zamierzał przekroczyć Bzurę i przedrzeć się do Puszczy Kampinoskiej. Jako straż przednia pułku jechała kompania zwiadowców. Po południu pułk przekroczył szosę Ruszki-Kiernozia, skąd przez Brzozów dotarł do Bud Starych i zatrzymał się w lesie na północ od wsi. Na miejscu 58 pp był przez wiele godzin bombardowany poniósł ogromne straty w wyniku nalotów.
17 września o godz. 3.00 III/58 pp prowadził odwrót do rejonu Luszyn, Model, o godz. 9.00 dotarł do lasu na północ od folwarku Poddębina. Tu w skład III/58 pp włączono pozostałości 7 batalionu strzelców. O godz.18.00  z uwagi na niemiecki napór batalion podjął dalszy marsz odwrotowy poprzez Lubików, Osmolin, Byki, Wszeliwy, Kaptury, Brzozów Stary. III/58 pp wraz z 9/14 pal maszerował jako straż przednia Grupy Operacyjnej gen. bryg. Stanisława Grzmota-Skotnickiego.
Wieczorem 17 września ppłk Stanisław Tomiak otrzymał rozkaz marszu na przeprawę przez Bzurę na południe od Witkowic. Marsz był bardzo powolny, ze względu na zatarasowanie dróg przez tabory wojskowe i porzucony sprzęt. 58 pp dotarł do przeprawy około północy. Przeprawa była broniona przez oddziały niemieckie ogniem broni maszynowej, armat i moździerzy. Następny rozkaz skierował 58 pp na przeprawę w rejon Kamiona. Z pozostałości 58 pp na bazie II/58 pp sformowano batalion zbiorczy oraz dołączył III/58 pp wraz z 9/14 pal. Bezpośrednio dowódca 14 DP skierował III/58 pp przez Kamion do Bzury na odcinku Łaźnia-Przęsławice. 18 września o godz.9.00 III/58 pp wykonał natarcie w wyniku czego przyczółek na wschodnim brzegu Bzury uchwyciły dwie kompanie strzeleckie. O godz. 13.00 na przyczółek wyszło niemieckie przeciwnatarcie, które wyrzuciło obie kompanie na zachodni brzeg Bzury.
O godz. 17.00 III/58 pp i 55 pułk piechoty ponowiły natarcie przez Bzurę w rejonie Przęsławic, za III batalionem przemieszczał się batalion zbiorczy 58 pp. Pod silnym ostrzałem artylerii niemieckiej III batalion sforsował Bzurę, przed Przęsławicami niemiecki kontratak czołgów rozbił III/58 pp, dowódca batalionu mjr Franciszek Zajączkowski został ciężko ranny i dostał się do niewoli i wkrótce zmarł. W ciężkich walkach pozostałej części pułku poległ również dowódca I batalionu mjr Albin Michalewski. Pojedynczym grupom żołnierzy pułku udało się przedrzeć do Puszczy Kampinoskiej. Do niewoli nad Bzurą dostało się wielu żołnierzy 58 pp wśród nich dowódca pułku ppłk Stanisław Tomiak.

#### Walki w Puszczy Kampinoskiej
Grupa dowódcy II batalionu mjr. Pawła Kołyszko przebiła się do Puszczy Kampinoskiej i dotarła pod Czerwińsk, gdzie ukrywając się na łasze wiślanej, została odkryta przez oddziały niemieckie i 19 września stoczyła ostatnią walkę z czołgami niemieckimi. tego dnia grupa kpt. Stanisława Jaroszewicza podczas walki z czołgami unieruchomiła przy pomocy armaty ppanc. trzy czołgi niemieckie. W trakcie walki niemieckie czołgi rozstrzelały grupę poddających się do niewoli żołnierzy polskich. Po południu 19 września pozostali dostali się do niewoli. Grupa żołnierzy 6 kompanii strzeleckiej pod dowództwem por. Witolda Doleszyc-Dalskiego przebiła się do Puszczy Kampinoskiej, 19 września dotarła do Palmir. Do Palmir po nocnej walce przebiła się grupa pod dowództwem kpt. Ksawerego Masiaka dowódcy 2 kompanii ckm, w tej grupie znalazło się wielu żołnierzy z 7 kompanii strzeleckiej i grupa z 8 kompanii strzeleckiej. Wspólnie z grupą por. Doleszyc-Dalskiego nocą 20/21 września dotarła w pobliże Łomianek, a przed świtem 21 września przebili się przy stratach do Warszawy. Żołnierze 58 pp, którym udało się przedrzeć do Warszawy weszli głównie w skład 25 Dywizji Piechoty i uczestniczyli w walkach do kapitulacji stolicy.   

### Oddziały II rzutu mobilizacyjnego

#### Batalion marszowy
Po zmobilizowaniu batalion stacjonował w prochowni. 2 września podjął marsz w kierunku Kutna prawdopodobnie przemieszczał się przed czołowymi oddziałami armii. Został wcielony w skład pułku 8 września zgodnie z rozkazem dowódcy dywizji, uzupełniając jego skład na północnym brzegu Bzury podczas postoju i wypoczynku. Poszczególne kompanie weszły w skład batalionów: 1 kompania do III batalionu, 2 kompania do II batalionu i 3 kompania w skład I batalionu.
Obsada dowódcza batalionu marszowego 58 pp:
- dowódca batalionu - NN

- dowódca 1 kompanii - por. rez. Edward Liczbański
- dowódca 2 kompanii - ppor. rez. Józef Patelka
- dowódca 3 kompanii - NN
- dowódca kompanii km i bt. - NN

#### Oddział Zbierania Nadwyżek 58 pp
Po ukończeniu mobilizacji alarmowej 26 sierpnia 1939 zorganizowano Oddział Zbierania Nadwyżek 58 pp z nadwyżek rezerwistów i części żołnierzy służby stałej. Dowódcą OZN 58 pp został wyznaczony mjr Jan Janikowski, ale z nieznanych przyczyn dowództwa Oddziału nie objął. 27 sierpnia o godz.10.00 OZN 58 pp został załadowany do transportu kolejowego i odjechał do stacji kolejowej Kutno Azory, gdzie przeszedł do Strzelce koło Kutna, gdzie został zakwaterowany w szkole powszechnej. Podczas mobilizacji powszechnej od 31 sierpnia 1939 przybyła duża ilość rezerwistów, dla których zabrakło umundurowania i broni. Dowództwo OZN 58 pp wraz z dowództwem Ośrodka Zapasowego 14 Dywizji Piechoty sprawował ppłk Józef Kokoszka pokojowy zastępca dowódcy 58 pp. Oficerowie i szeregowi 58 pp stanowili kadrę dowództwa OZ 14 DP. 1 września w skład nadwyżek 58 pp wchodziło 1810 żołnierzy. OZN 58 pp wszedł w skład OZ 14 DP. 4 września OZN 58 pp w składzie OZ 14 DP podjął marsz pieszy w kierunku południowo wschodnim. 6 września dotarł do Łowicza, ale wobec braku rozkazów od przełożonych ppłk Józef Kokoszka wydał rozkaz marszu OZ 14 DP do Warszawy. 8 września po dalszym marszu osiągnął rejon Wiskitki, Aleksandrów na północ od Żyrardowa. Podczas marszu przez Żyrardów z uwagi na zagrożenie atakami lotniczymi dowódca OZ 14 DP nakazał marsz poszczególnym oddziałom nadwyżek w rozczłonkowaniu kolumnami batalionowymi do Warszawy, a następnie zarządził ześrodkowanie się w Sulejówku. Podczas marszu nadwyżek 58 pp w rejonie Błonia zostały one zbombardowane, poniosły znaczne straty osobowe i uległy całkowitemu rozproszeniu. W rejonie Błonia pojawiły się też niemieckie patrole pancerne zdążające w kierunku Warszawy, które wzięły do niewoli grupki żołnierzy z nadwyżek 58 pp. Do miejsca koncentracji w Sulejówku nie dotarł żaden żołnierz z nadwyżek 58 pp. Znaczna część żołnierzy OZN 58 pp dotarła do Warszawy i wzięła udział w jej obronie w składzie różnych oddziałów piechoty.

### Mapy walk pułku

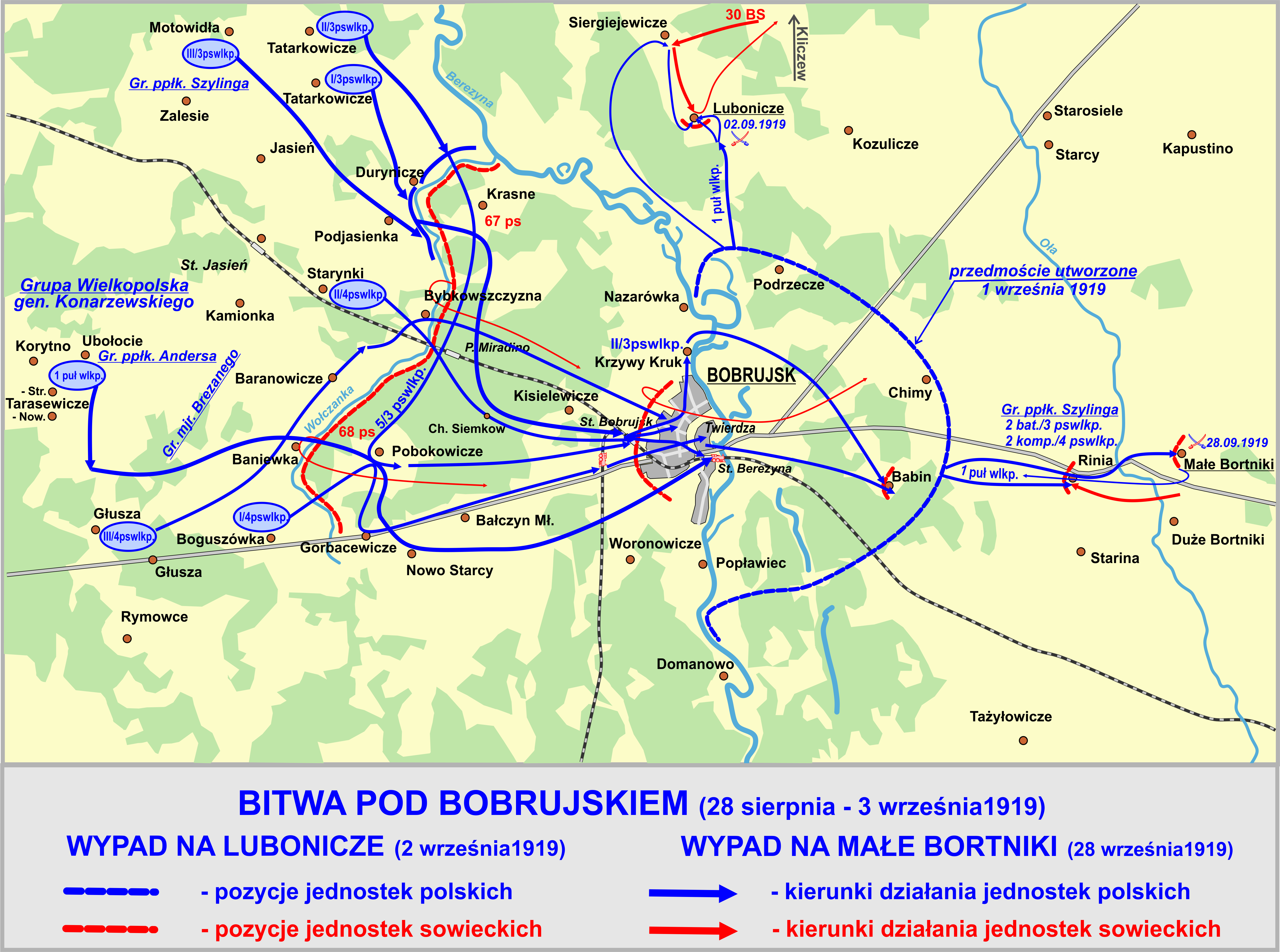
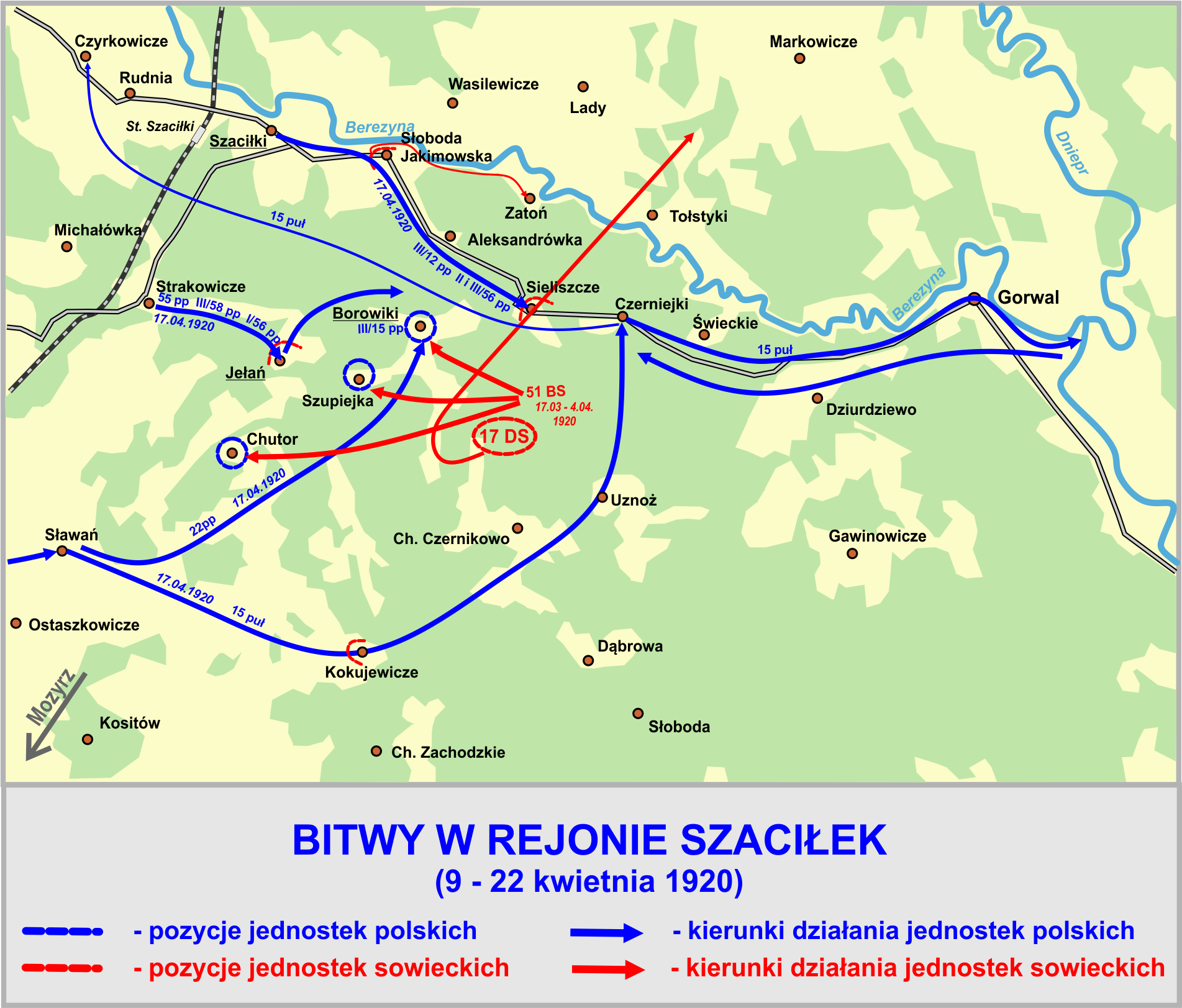
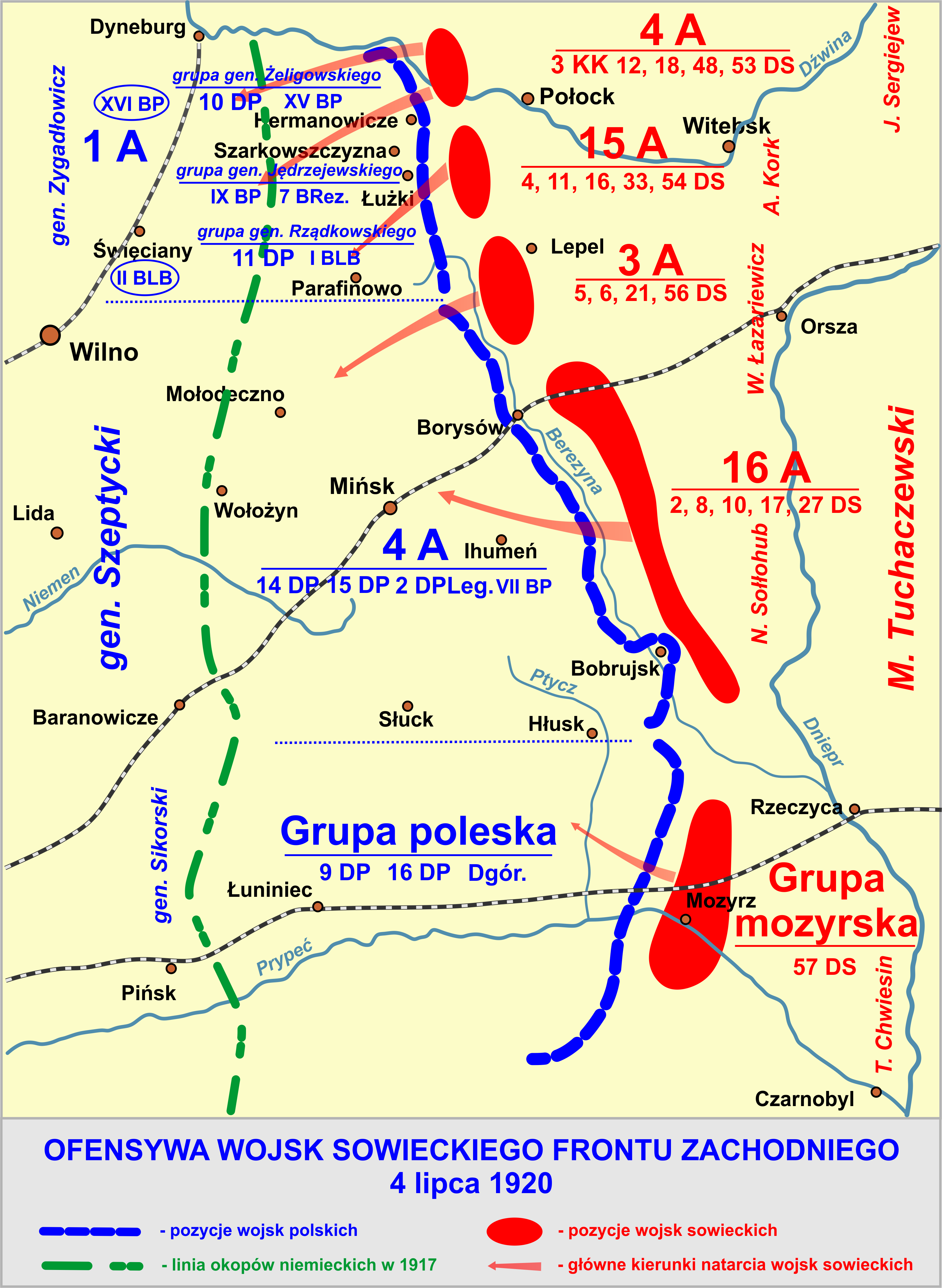
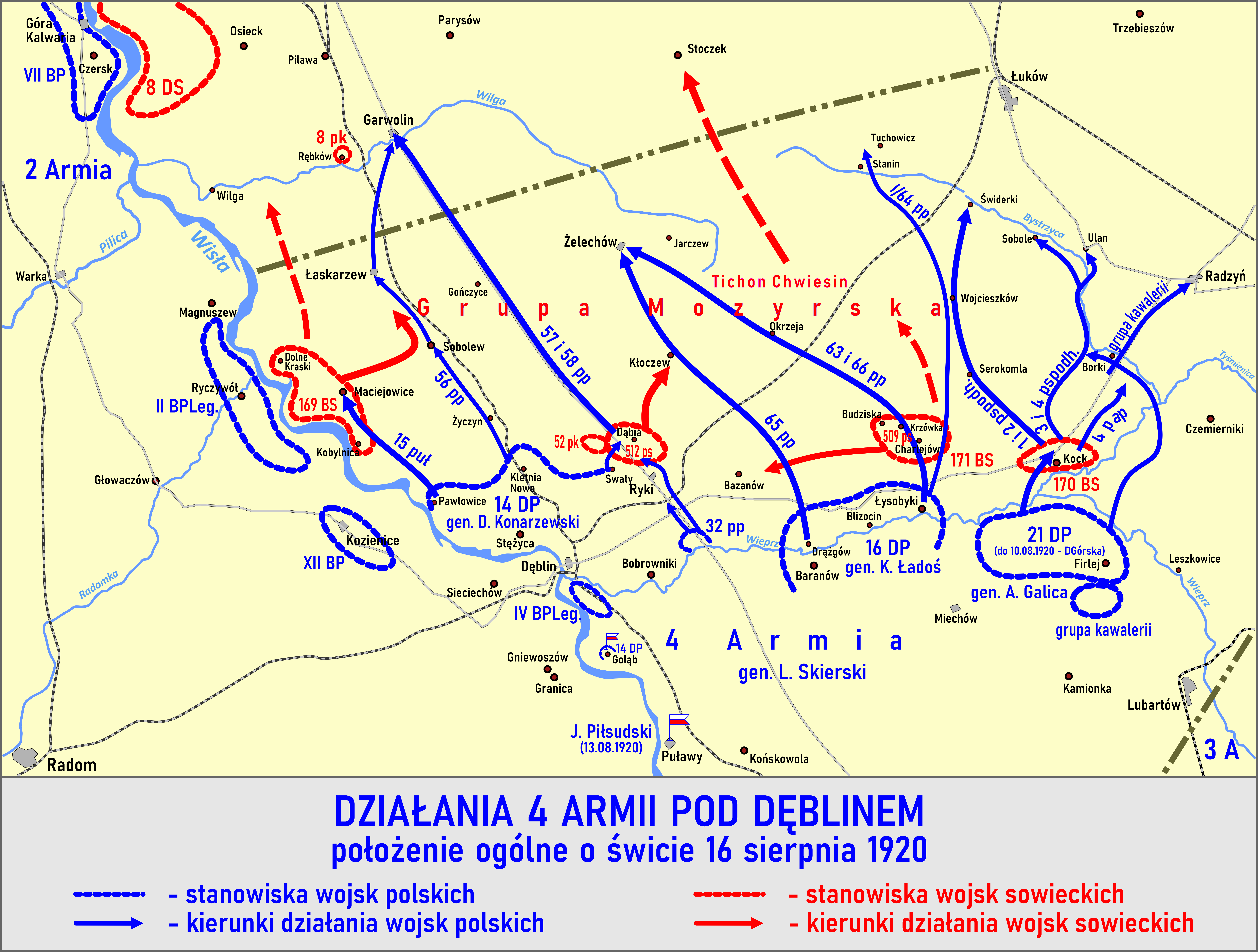
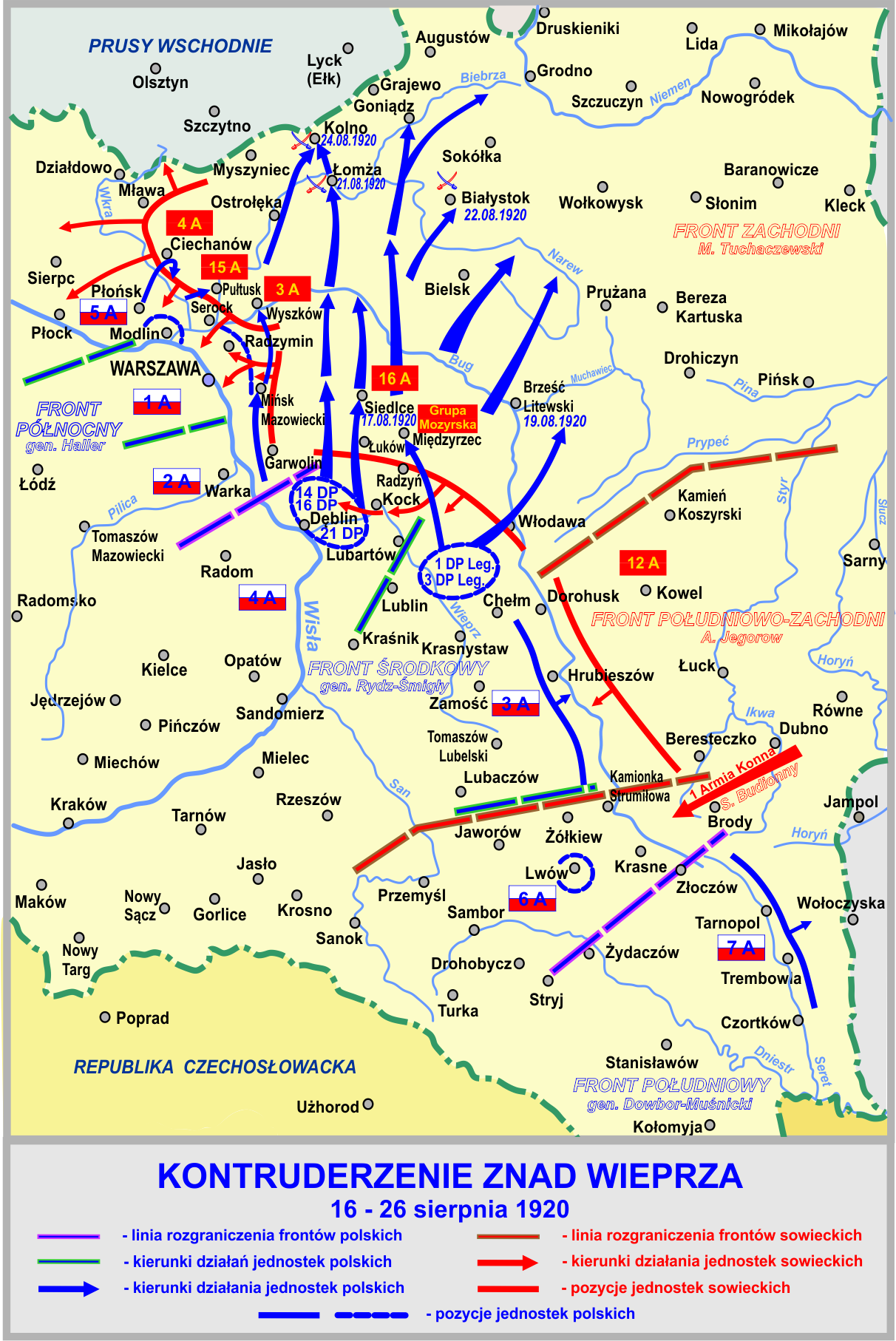
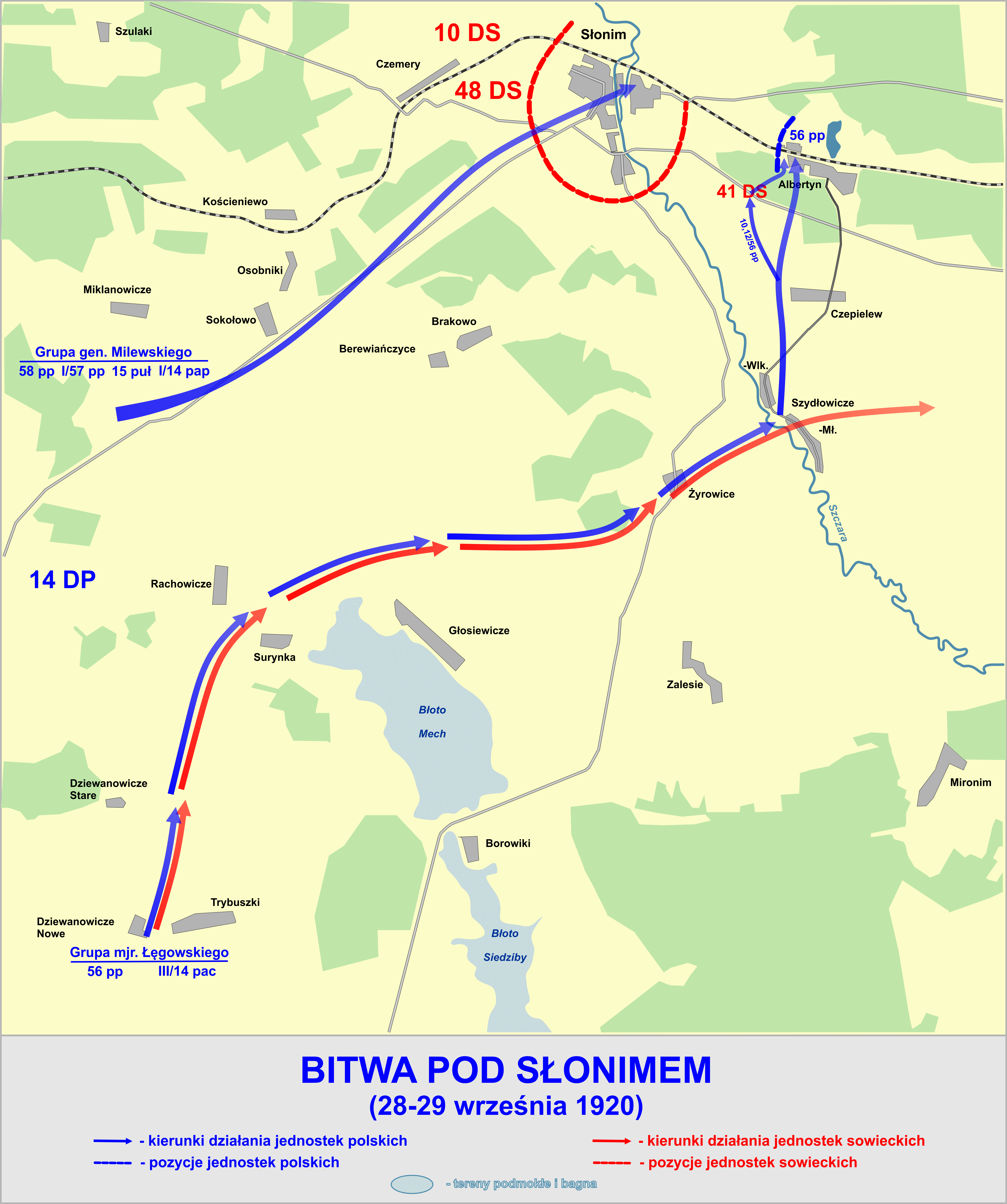
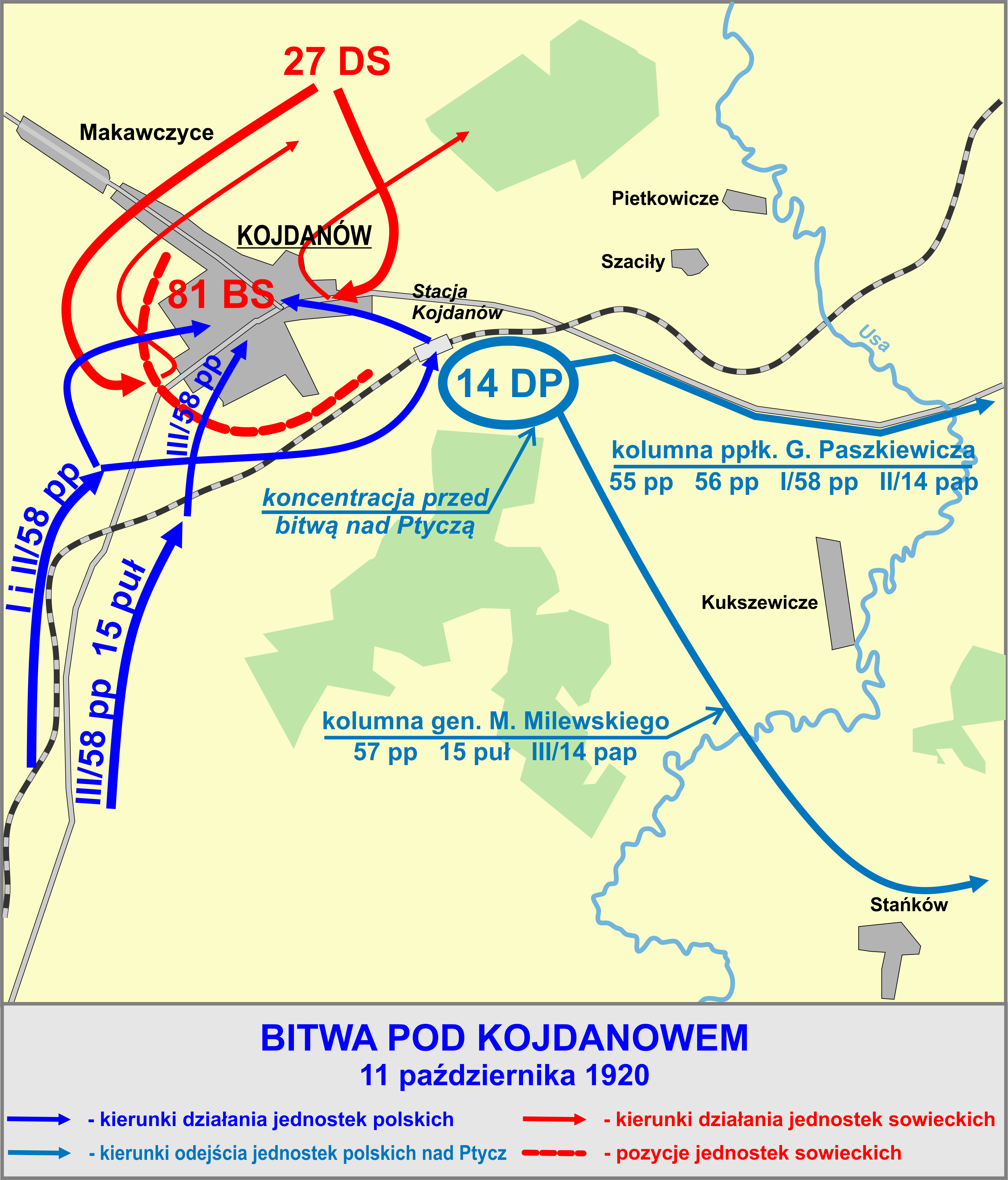
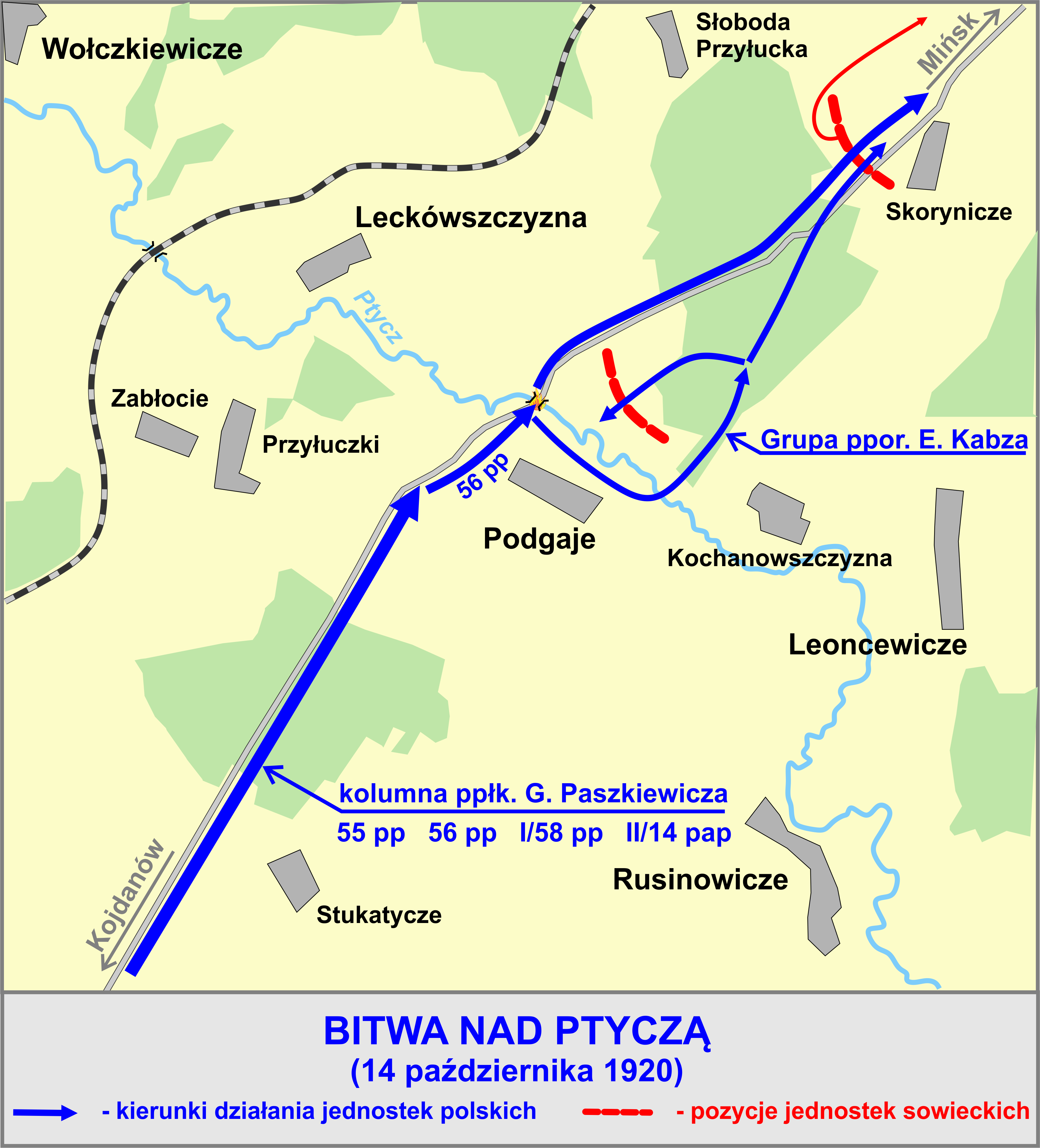
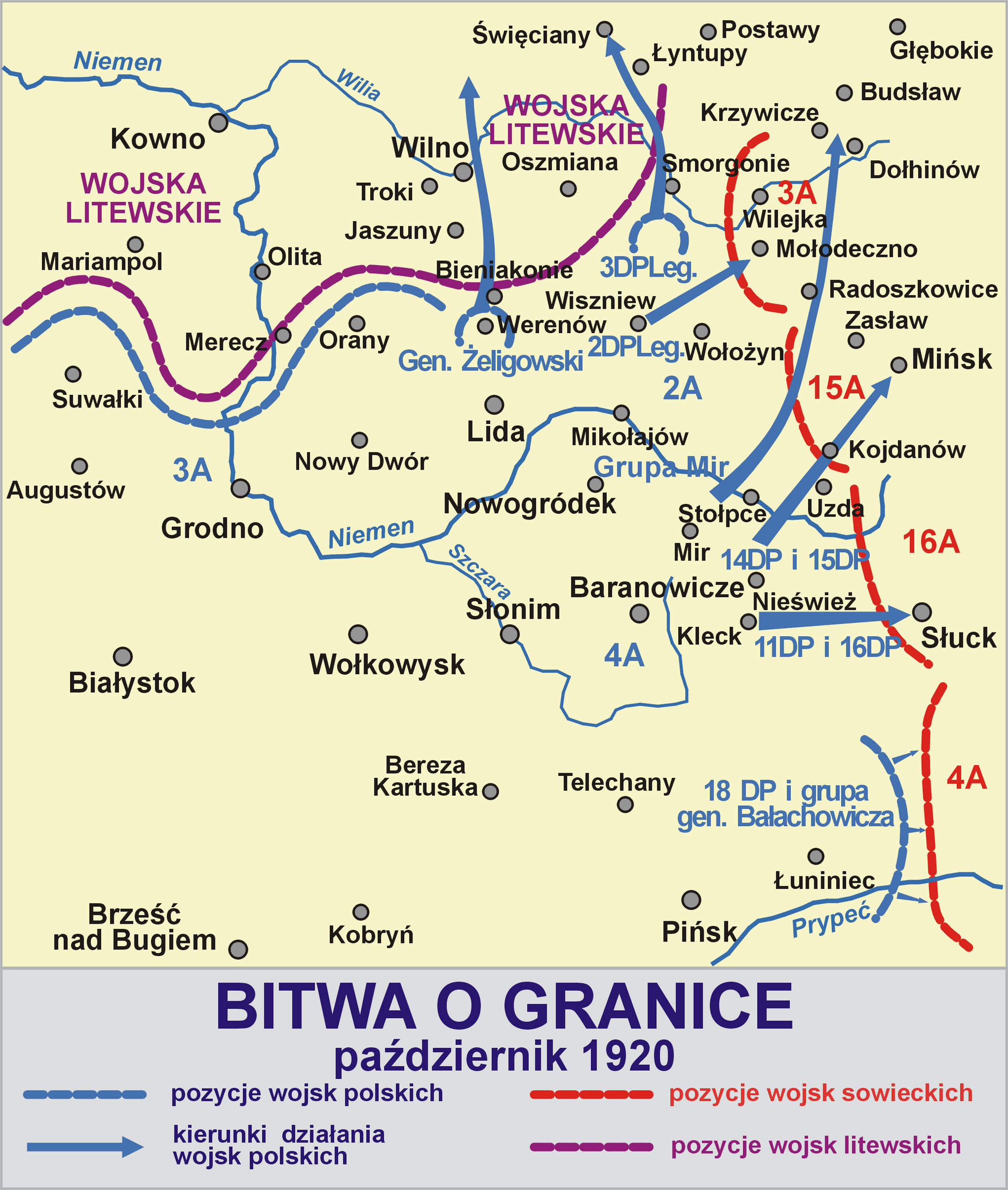

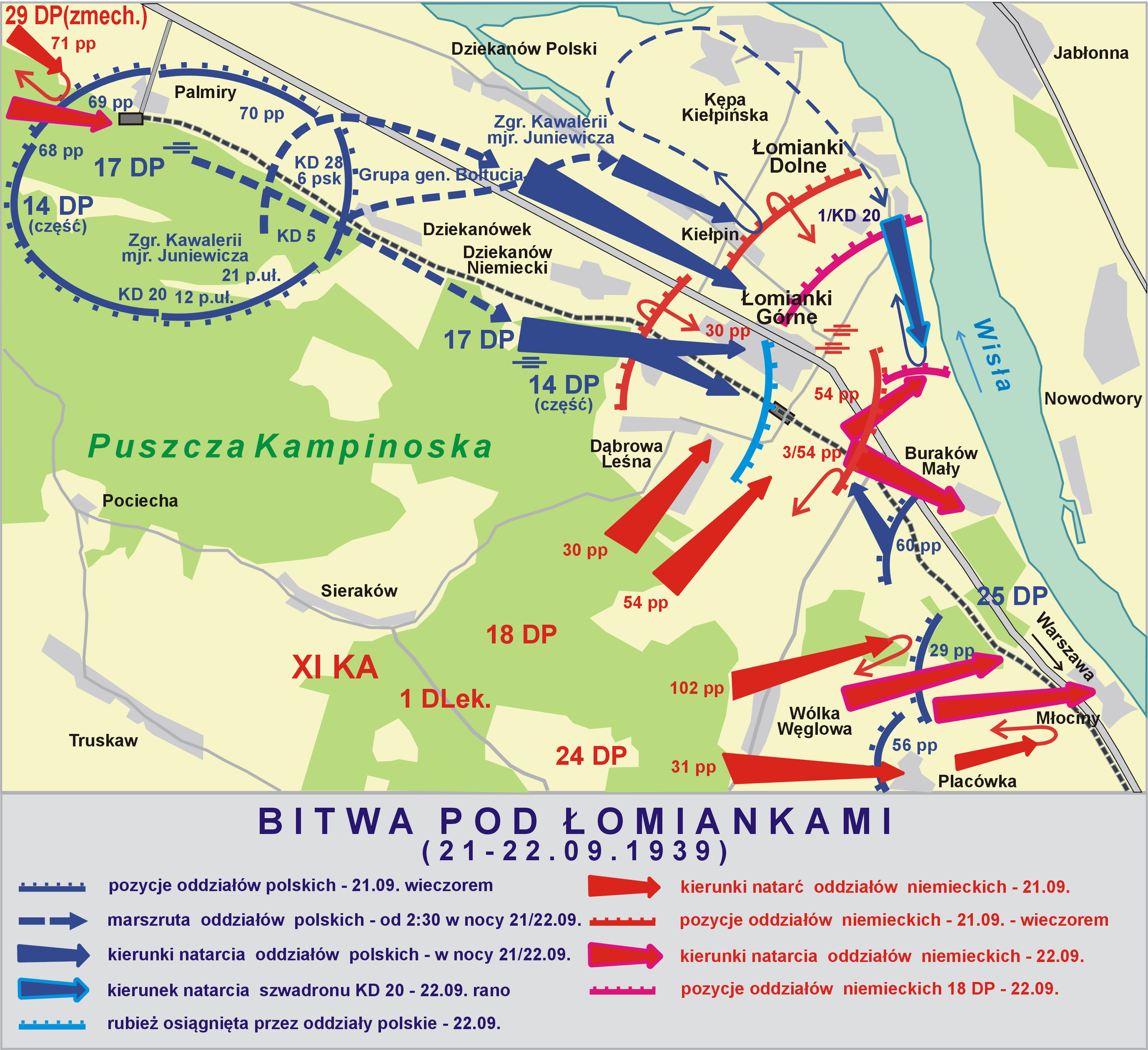

| Struktura organizacyjna i obsada personalna we wrześniu 1939 | Struktura organizacyjna i obsada personalna we wrześniu 1939 | Struktura organizacyjna i obsada personalna we wrześniu 1939 |
| Stanowisko                                                   | Stopień, imię i nazwisko                                     | Uwagi                                                        |
| Dowództwo                                                    | Dowództwo                                                    | Dowództwo                                                    |
| ------------------------------------------------------------ | ------------------------------------------------------------ | ------------------------------------------------------------ |
| dowódca pułku                                                | ppłk piech. Stanisław Tomiak                                 |                                                              |
| I adiutant                                                   | kpt. Wilhelm Kazimierz Weber                                 |                                                              |
| II adiutant                                                  | por. Ludwik Gawrych                                          |                                                              |
| oficer informacyjny                                          | ppor. rez. Stefan Urbaniak                                   |                                                              |
| oficer łączności                                             | por. Stefan Fiedorow                                         |                                                              |
| kwatermistrz                                                 | kpt. Edward Stanisław Bankiewicz                             |                                                              |
| oficer płatnik                                               | NN                                                           |                                                              |
| oficer żywnościowy                                           | chor. Stanisław Rusinowski                                   |                                                              |
| naczelny lekarz                                              | mjr dr Zygmunt Marian Łepkowski                              |                                                              |
| kapelan                                                      | ks. ppor. Kazimierz Biegański                                |                                                              |
| dowódca kompanii gospodarczej                                | por. rez. Albin Stańko                                       |                                                              |
| I batalion                                                   |                                                              |                                                              |
| dowódca I batalionu                                          | mjr Albin Marian Michalewski                                 |                                                              |
| adiutant batalionu                                           | ppor. rez. Bogdan Andrzejewski                               |                                                              |
| dowódca plutonu łączności                                    | por. rez. Stanisław Waliszewski                              |                                                              |
| oficer żywnościowy                                           | ppor. rez. Marian Ferdynand Rotter                           |                                                              |
| lekarz batalionu                                             | ppor. rez. lek. Antoni Jędrzejczak                           |                                                              |
| dowódca 1 kompanii strzeleckiej                              | ppor. Józef Grzesiak                                         |                                                              |
| dowódca 1 kompanii strzeleckiej                              | por. rez. Edward Liczbański                                  | od 11 IX 1939                                                |
| dowódca I plutonu                                            | ppor. rez. Wojciech Futro                                    |                                                              |
| dowódca II plutonu                                           | ppor. Romański                                               |                                                              |
| dowódca III plutonu                                          | ppor. rez. Edward Anweiler                                   |                                                              |
| dowódca 2 kompanii strzeleckiej                              | por. rez. inż. Zygmunt Różański                              |                                                              |
| dowódca I plutonu                                            | ppor. rez. Edmund Thiel                                      |                                                              |
| dowódca II plutonu                                           | NN                                                           |                                                              |
| dowódca III plutonu                                          | ppor. Adam Spychała                                          |                                                              |
| dowódca 3 kompanii strzeleckiej                              | kpt. Mieczysław Kącki                                        |                                                              |
| dowódca I plutonu                                            | ppor. Antoni Lubowiedzki                                     |                                                              |
| dowódca II plutonu                                           | sierż. pchor. Roman Romanowski                               |                                                              |
| dowódca III plutonu                                          | ppor. rez. Lech Smoczyński                                   |                                                              |
| dowódca 1 kompanii ckm                                       | por. Andrzej Bielicki                                        |                                                              |
| dowódca I plutonu                                            | ppor. rez. Józef Maksymilian Frieske                         |                                                              |
| dowódca II plutonu                                           | ppor. rez. Henryk Pietrzak                                   |                                                              |
| dowódca III plutonu                                          | ppor. rez. Henryk Działoszyński                              |                                                              |
| dowódca IV plutonu (taczanki)                                | ppor. rez. Józef Kusztelan                                   |                                                              |
| dowódca plutonu moździerzy                                   | plut. pchor. Wacław Rzepniewski                              |                                                              |
| II batalion                                                  |                                                              |                                                              |
| dowódca II batalionu                                         | mjr Paweł Kołyszko                                           |                                                              |
| adiutant batalionu                                           | ppor. rez. Henryk Nikodem Janus                              |                                                              |
| dowódca plutonu łączności                                    | ppor. rez. Władysław Dobrzyński                              |                                                              |
| oficer gospodarczy                                           | por. rez. Witalis Szpotański                                 | do 8 IX 1939                                                 |
| oficer gospodarczy                                           | ppor. rez. Józef Patelka                                     |                                                              |
| lekarz batalionu                                             | ppor. rez. lek. Erich Herman Fahr                            |                                                              |
| dowódca 4 kompanii strzeleckiej                              | por.. Henryk Witold Zawadzki                                 |                                                              |
| dowódca I plutonu                                            | por. rez. Józef Szczepański                                  |                                                              |
| dowódca II plutonu                                           | ppor. rez. Wojciech Binkowski                                |                                                              |
| dowódca III plutonu                                          | ppor. rez. Stanisław Strugarek                               |                                                              |
| dowódca 5 kompanii strzeleckiej                              | kpt. Jan II Sochacki                                         | †11 IX Pludwiny                                              |
| dowódca I plutonu                                            | ppor. rez. Henryk Linkiewicz                                 |                                                              |
| dowódca 6 kompanii strzeleckiej                              | por. rez. Witold Boleszczyc-Dalski                           |                                                              |
| dowódca I plutonu                                            | ppor. Józef Suwalski                                         |                                                              |
| dowódca II plutonu                                           | ppor. rez. Józef Radzicki                                    |                                                              |
| dowódca III plutonu                                          | ppor. rez. Bogumił Kochanowski                               |                                                              |
| dowódca 2 kompanii ckm                                       | kpt. Ksawery Aleksander Masiak                               | mjr, PSZ (2 pappanc.), †5 VI 1946                            |
| dowódca plutonu                                              | ppor. rez. Edmund Harwas                                     | niemiecka niewola                                            |
| dowódca II plutonu                                           | chor. Leon Prus                                              |                                                              |
| dowódca III plutonu                                          | st. sierż. Jan Łuczak                                        |                                                              |
| III batalion                                                 |                                                              |                                                              |
| dowódca III batalionu                                        | mjr Franciszek II Zajączkowski                               |                                                              |
| lekarz batalionu                                             | pchor. rez. lek. Józef Forycki                               |                                                              |
| dowódca 7 kompanii strzeleckiej                              | ppor. rez. mgr Eugeniusz Kaczorowski                         |                                                              |
| dowódca I plutonu                                            | ppor. Maksymilian Franciszek Dziedzic                        |                                                              |
| dowódca II plutonu                                           | ppor. Stanek                                                 |                                                              |
| dowódca III plutonu                                          | ppor. Jan Ułaszyn                                            |                                                              |
| dowódca 8 kompanii strzeleckiej                              | por. rez. Andrzej Hanyż                                      |                                                              |
| dowódca I plutonu                                            | ppor. rez. Jan Wojciechowski                                 |                                                              |
| dowódca II plutonu                                           | ppor. rez. Marian Dolacki                                    |                                                              |
| dowódca 9 kompanii strzeleckiej                              | por. Jan Andrzej Gracz                                       |                                                              |
| dowódca I plutonu                                            | ppor. Tadeusz Stanisław Rypiński                             |                                                              |
| dowódca II plutonu                                           | ppor. rez. Stanisław Pempera                                 |                                                              |
| dowódca III plutonu                                          | ppor. rez. Sylwester Firlik                                  |                                                              |
| dowódca 3 kompanii ckm                                       | kpt. Stanisław Jaroszewicz                                   |                                                              |
| dowódca I plutonu                                            | ppor. rez. Wiesław Kępiński                                  |                                                              |
| dowódca II plutonu                                           | ppor. rez. Włodzimierz Globisz                               |                                                              |
| dowódca III plutonu                                          | sierż. pchor. Antoni Cichorzewski                            |                                                              |
| dowódca IV plutonu (taczanki)                                | ppor. rez. Roman Wolski                                      |                                                              |
| dowódca plutonu moździerzy                                   | ppor. rez. Stanisław Dąbrowicz                               |                                                              |
| Pododdziały specjalne                                        |                                                              |                                                              |
| dowódca 10 kompanii (nadetatowa)                             | por. Marian Sobiś                                            |                                                              |
| dowódca I plutonu                                            | plut. pchor. Jerzy Nyka                                      |                                                              |
| dowódca II plutonu                                           | plut. pchor. Marian Karge                                    |                                                              |
| dowódca III plutonu                                          | sierż. Franciszek Szwargot                                   |                                                              |
| dowódca kompanii zwiadowców                                  | por. Stanisław Jakiel                                        |                                                              |
| dowódca plutonu konnego                                      | ppor. rez. kaw. Marian Kaźmierski                            |                                                              |
| dowódca plutonu kolarzy                                      | ppor. rez. Józef Bardan                                      |                                                              |
| dowódca kompanii przeciwpancernej                            | por. Walerian Żelaźniewicz                                   |                                                              |
| dowódca plutonu artylerii piechoty                           | por. art. Edward Surowiec-Surowiński                         |                                                              |
| zastępca dowódcy plutonu artylerii piechoty                  | ppor. rez. Marian Wache                                      |                                                              |
| dowódca plutonu pionierów                                    | por. Witold Stanisław Siciński                               |                                                              |
| Dowódca plutonu łączności pułku                              | NN                                                           |                                                              |
| dowódca plutonu przeciwgazowego                              | NN                                                           |                                                              |

## Symbole pułkowe

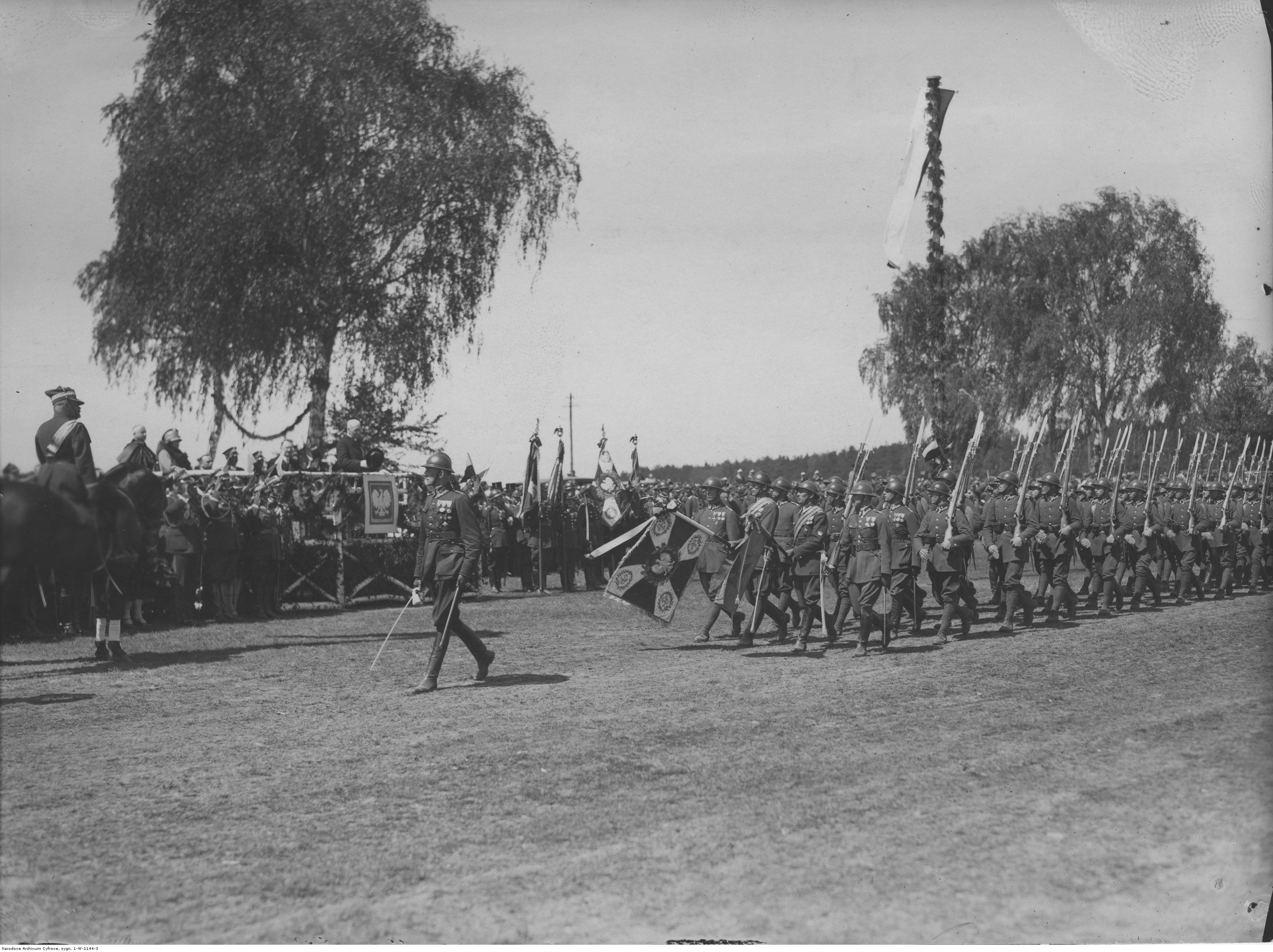
Święto 14 DP w Biedrusku – defilada 58 pp; maj 1929. Na trybunie m.in. prezydent RP Ignacy Mościcki, na koniu gen. Daniel Konarzewski.

### Sztandar
6 grudnia 1920 roku na polach pod Zelwą Naczelnik Państwa i Naczelny Wódz, Józef Piłsudski udekorował sztandary pułków piechoty 14 DP, w tym także sztandar 58 pułku piechoty Wielkopolskiej, Krzyżem Srebrnym Orderu Virtuti Militari.
Nowy sztandar, dar społeczeństw Poznania, Szubina, Wągrowca i Budzynia, wręczył pułkowi Ignacy Mościcki w Biedrusku 19 maja 1929 roku. Po 1939 roku sztandar zaginął.

### Odznaka pamiątkowa
18 maja 1929 Minister Spraw Wojskowych, Marszałek Polski Józef Piłsudski zatwierdził wzór i regulamin odznaki pamiątkowej 58 pp. Odznaka o wymiarach 39x39 mm ma kształt krzyża o ostro ściętych końcach ramion, emaliowanego w kolorze białym. Na środku krzyża, w kole, podobizna patrona pułku Bolesława Chrobrego, w otoku złotego wieńca laurowego. Na ramionach krzyża wpisano dawne i aktualne numery i inicjały 4 P.S. WLKP 58 P.P. Przestrzenie między ramionami krzyża pokryte są emalią granatową i żółtą. Jednoczęściowa – oficerska, wykonana w srebrze, emaliowana, żołnierska bita w tombaku i patynowana. Autorem projektu odznaki był por. Marian Liskowiak. Wykonanie: Wiktor Gontarczyk – Warszawa.

## Strzelcy wielkopolscy
Dowódcy pułku

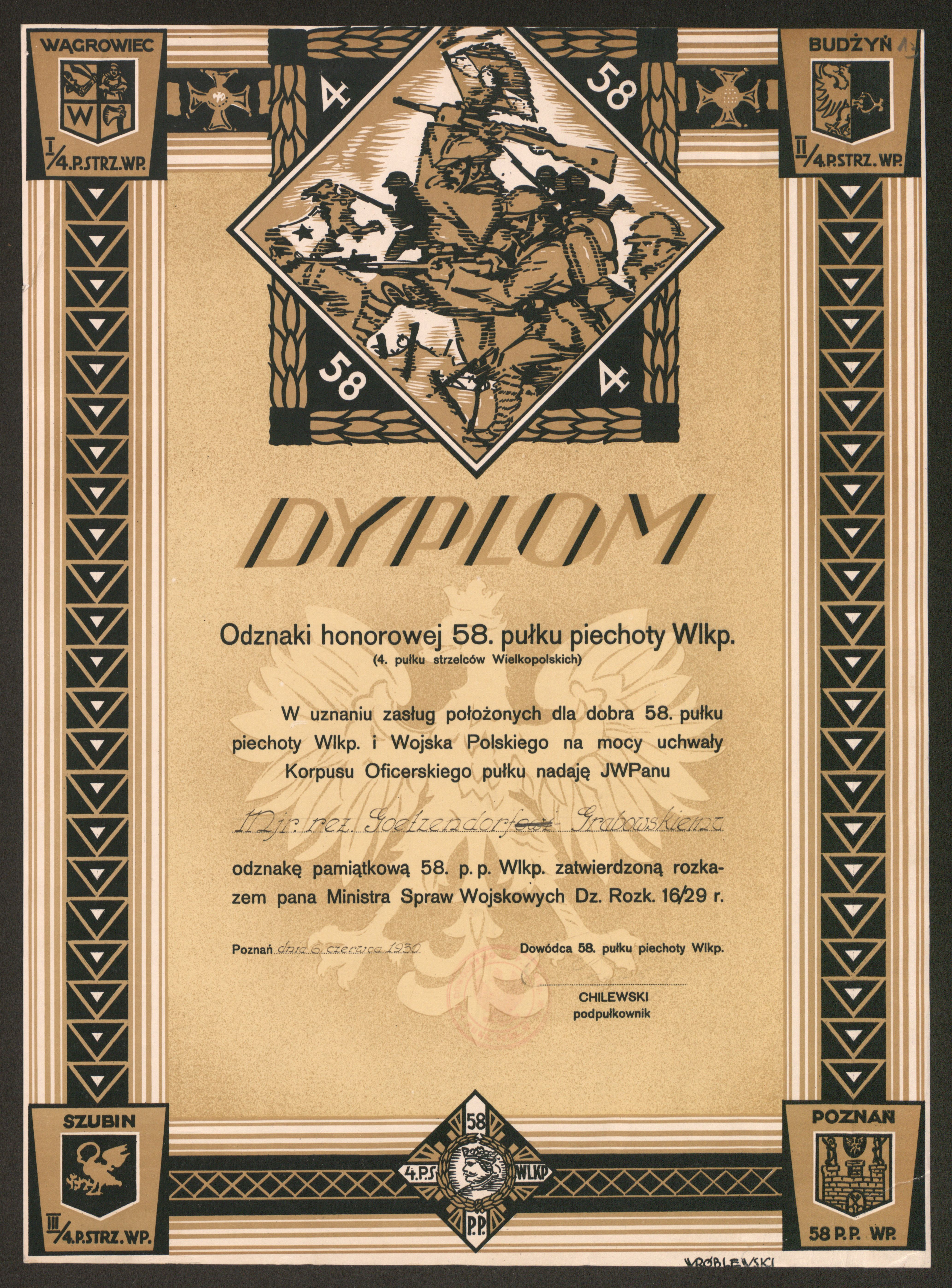
Dyplom Odznaki honorowej Stowarzyszenia Członków 58 pułku piechoty Wielkopolskiej dla Tadeusza Goetzendorf-Grabowskiego (ze zbiorów Archiwum Państwowego w Poznaniu)

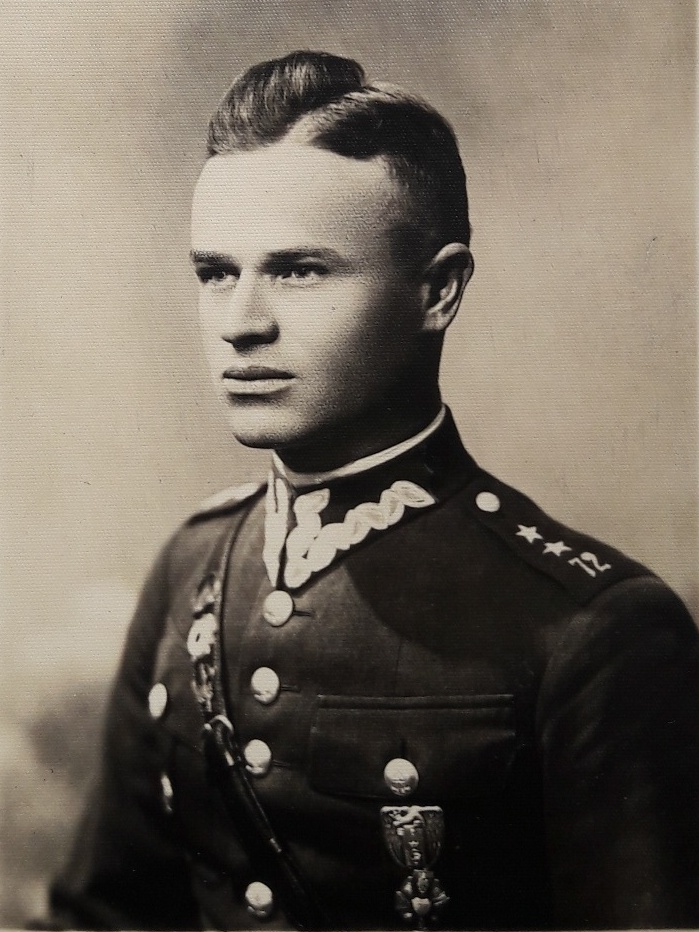
Kpt. piech. Stanisław Maciej Lewiński (1903–1940 Charków), dowódca 8. kompanii

- mjr Oskar Brezany (6 III 1919 – 26 VII 1920)[63][64]
- p.o. kpt. Ludwik Stankiewicz (26 VII 1919 – 27 VIII 1920)[9][64]
- mjr Paweł Chrobok (27 VIII 1920 – 13 IX 1920)[65][64]
- p.o. ppłk Franciszek Goliński (13 IX 1920-2 VII 1921)[64]
- płk piech. Bronisław Sikorski (3 VII 1921[64] – 31 V 1928 → stan spoczynku[66])
- ppłk / płk piech. Marian Chilewski (24 VII 1928[67] - 1935)
- ppłk / płk piech. Józef Pecka (1935-1938 → dowódca Pułku KOP „Zdołbunów”)
- ppłk piech. Edmund Śmidowicz (11 VI – †29 IX 1938)
- ppłk piech. Stanisław Tomiak (1938 – IX 1939)

Zastępcy dowódcy pułku
- ppłk piech. Zygmunt Wciślak (10 VII 1922[68] – 1925)
- ppłk SG (piech.) Lucjan Władysław Ruszczewski (od XII 1925[69])
- ppłk piech. Jan Chodźko-Zajko (I 1927 – X 1929)
- mjr dypl. piech. Julian Kulikowski (X 1929[70] – I 1931[71])
- ppłk dypl. Zygmunt Bohusz-Szyszko (I – X 1931 → dowódca pułku KOP „Głębokie”)
- ppłk dypl. Henryk Gorgoń (do 4 VII 1935 → dowódca 11 pp)
- ppłk piech. Bronisław Laliczyński (4 VII 1935 – 20 IV 1937 → zastępca dowódcy 72 pp)
- ppłk piech. Józef Kokoszka (IV 1937 – VIII 1939 → dowódca OZ 14 DP)

### Żołnierze 58 pułku piechoty – ofiary zbrodni katyńskiej
Biogramy ofiar zbrodni katyńskiej znajdują się między innymi w bazach udostępnionych przez Ministerstwo Kultury i Dziedzictwa Narodowego oraz Muzeum Katyńskie.
| Nazwisko i imię          | stopień    | zawód              | miejsce pracy przed mobilizacją             | zamordowany |
| ------------------------ | ---------- | ------------------ | ------------------------------------------- | ----------- |
| Andrzejewski Henryk      | ppor. rez. | magister chemii    |                                             | Katyń       |
| Broszkiewicz Wacław      | por. rez.  | inżynier rolnik    |                                             | Katyń       |
| Durek Czesław Antoni     | ppor. rez. | nauczyciel         | Szkoła Powszechna nr 6 w Poznaniu           | Katyń       |
| Freudenreich Janusz      | ppor. rez. | handlowiec         | „Stomil” Warszawa                           | Katyń       |
| Hannig Konrad Franciszek | ppor. rez. | urzędnik           | Sąd Grodzki w Odolanowie                    | Katyń       |
| Kowalski Włodzimierz     | ppor. rez. |                    | kmdt Związku Strzeleckiego Garnizonu Poznań | Katyń       |
| Koźma Kazimierz          | ppor. rez. | nauczyciel         | Urząd Skarbowy w Czarnkowie                 | Katyń       |
| Pociecha Władysław       | ppor. rez. | nauczyciel         | Szkoła Powszechna w Lipownie                | Katyń       |
| Gizella Aleksander       | ppor. rez. |                    |                                             | Charków     |
| Jarosz Henryk            | kpt. rez.  | dr nauk medycznych | praktyka w Poznaniu                         | Charków     |
| Kaźmierski Bronisław     | ppor. rez. | nauczyciel         | kier. szkoły w Zębowie                      | Charków     |
| Krempa Władysław         | ppor. rez. | urzędnik           | Urząd skarbowy                              | Charków     |
| Pixa Tadeusz Teodor      | ppor. rez. | nauczyciel         | szkoła powszechna                           | Charków     |
| Słomiński Marian         | ppor. rez. | chemik, mgr        |                                             | Charków     |
| Tokarski Czesław         | ppor. rez. | urzędnik           | Urząd Pocztowy w Zbąszyniu                  | Charków     |
| Urban Edward             | ppor. rez. |                    |                                             | Charków     |
| Wachal Jan               | ppor. rez. | inżynier architekt | Zarząd Miasta Łodzi                         | Charków     |
| Wolski Roman             | ppor. rez. | nauczyciel         | Szkoła w Kaszczorze                         | Charków     |
| Zamek-Gliszczyński Jerzy | por. rez.  | nauczyciel         | Szkoła w Zawadzie                           | Charków     |
| Hupka Bernard            | ppor. rez. |                    |                                             | ULK         |